# شعب على مجهر (الوضيع)
شعب على مجهر هي إحدى قرى عزلة الوضيع بمديرية الوضيع التابعة لمحافظة أبين، بلغ تعداد سكانها 115 نسمة حسب تعداد اليمن لعام 2004.